# Hilarigona modesta
Hilarigona modesta är en tvåvingeart som beskrevs av Philippi 1865. Hilarigona modesta ingår i släktet Hilarigona och familjen dansflugor. Inga underarter finns listade i Catalogue of Life.